# الضابط الثالث
الضابط الثالث هو رتبة طيران مدني أقل استخدامًا. تم استخدامها بشكل أساسي من قبل شركة بانام، لا سيما على طائرات القوارب كليبرز خلال بداية خطوط الطيران الطويلة. خدم الضابط الثالث كطيار معاون وعضو في طاقم الطائرة، ويمكنه التنقل بين وظائف الطيار ومساعد الطيار وضابط الراديو ومهندس الطيران لتوفير فترة راحة لطقم الطائرة الأساسي. أصبح لقب الضباط الثالث لا يُستخدم رسميًا في الطيران المدني الحديث على هذا النحو. بدلاً من ذلك يتولى طيارو المعاونة هؤلاء رتبة ضابط أول مبتدئ أو في بعض الحالات رتبة ضابط ثان.

## ضباط ثالث بارزون
- جين رودينبيري (بان آم)